# Liste des localités des Îles Mariannes du Nord
Les îles Mariannes du Nord sont divisées en 4 municipalités dont 3 seulement sont habitées. La notion de ville n'a pas de sens car la population est regroupée en villages. Le tableau suivant ne présente donc que les municipalités.
| Municipalité | Village le plus important | île ou archipel | Population (Recensement de 2010) | Particularité                       |
| ------------ | ------------------------- | --------------- | -------------------------------- | ----------------------------------- |
| Saipan       | Capitol Hill              | Saipan          | 48 220                           | Capitale des îles Mariannes du Nord |
| Tinian       | San Jose                  | Tinian          | 3 136                            |                                     |
| Rota         | Songsong                  | Rota            | 2 527                            |                                     |
| îles du Nord | Aucun                     | île Pagan       | Inhabitées                       |                                     |

## Note
1. ↑   C'est la plus grande des îles en superficie